# Señores papis (telenovela chilena)
Señores papis es una telenovela chilena producida por Mega, estrenada el 28 de junio de 2016. Es una versión libre de la telenovela homónima argentina escrita por Rodrigo Cuevas. Protagonizada por Francisco Melo, Jorge Zabaleta y Simón Pešutić.

## Argumento
La historia se centra en un grupo de padres que se hacen amigos a partir de la paternidad al compartir diariamente en la puerta del jardín infantil de sus hijos. Además de acompañarse en los conflictos, sorpresas y abismos que significa la paternidad, se verán involucrados en las historias personales de cada uno de ellos:
El primero se trata de Ignacio Moreno (Jorge Zabaleta), un ingeniero comercial de 30 años, soltero y viviendo su vida al límite. Sin embargo, de un minuto a otro en la puerta de su casa, un pequeño niño llamado Yoni (Diego Guerrero), asegura ser hijo del peculiar ingeniero. ¿Ignacio confiará en Yoni?
Por otro lado esta Fernando Pereira (Francisco Melo), un constructor civil de 50 años, con una vida formada; sin embargo, tendrá que dividirse entre dos mujeres, Maricarmen Riveros (Francisca Imboden) su exmujer, y Antonia Fernández (Constanza Mackenna) su actual mujer, por ello todo se complica cuando su exesposa, vuelve a ser el centro de la atención de Fernando tras un remember, lo que podría provocar problemas en su relación con Antonia. Además, deberá de sentar cabeza para dar el ejemplo a sus tres hijas,  Ignacia y Sofía (Paula Luschinger, Helen Mrugalski) ambas hijas de Maricarmen, y por último Agustina, su bebé recién nacida de su relación con Antonia.
Por último, Julián Álvarez (Simón Pesutic) un joven de 24 años provinciano que viajó a la capital para estudiar gastronomía, junto a su pareja Amparo, quien falleció en un accidente automovilístico. Tras esto, el joven se hace cargo de su pequeño hijo Lucas (Beltrán Izquierdo), porque ha tenido que poner los pies sobre la tierra. Su situación se ve amenazada por Alberto Echeñique (Hernán Lacalle), padre de su fallecida novia, el cual lo amenaza con quitarle a su hijo, así, Julián recurre a la abogada Valentina Salamanca (Francisca Walker), su única esperanza y desatara una inesperada relación.

## Reparto
- Francisco Melo como Fernando Pereira[3]
- Jorge Zabaleta como Ignacio Moreno[4]
- Simón Pešutić como Julián Álvarez
- Francisca Imboden como Maricarmen Riveros[5]
- María Gracia Omegna como Emma Díaz
- Francisca Walker como Valentina Salamanca
- Maricarmen Arrigorriaga como María Teresa Velasco
- Hernán Lacalle como Alberto Echenique
- Katyna Huberman como Paula Rosende
- Diego Muñoz como Gustavo Olavarría
- Rodrigo Muñoz como Benito Soto
- Lorena Capetillo como Karina Urrutia
- Constanza Mackenna como Antonia Fernández
- Antonia Giesen como Verónica Echenique
- Ignacio Massa como Vicente Zúñiga
- Paula Luchsinger como Ignacia Pereira
- Diego Guerrero como Jonathan Moreno
- Hellen Mrugalski como Sofía Pereira
- Beltrán Izquierdo como Lucas Álvarez

### Recurrentes e invitados especiales
- Gabriela Hernández como María Elena "Nena" Larrondo
- Consuelo Holzapfel como Myriam Moreno[6]
- Álvaro Espinoza como Tomás Ovalle[7]
- Julio Milostich como Eduardo "Lalo" Bachi
- Viviana Rodríguez como Blanca Harris
- Ingrid Cruz como Francisca Ferrada
- Felipe Contreras como Marcos Meléndez
- Nicolás Oyarzún como Joaquín Cantillana
- Carmen Bresky como Cecilia "Chechi" Araya
- Felipe Castro como Bernardo Salamanca
- María José Necochea como María José Montalba
- Seide Tosta como Salomé Vélez
- Pelusa Troncoso como Carmen Flores
- Paulina Hunt como Inés Soto
- Héctor Aguilar como Emilio Quiroz
- Ernesto Gutiérrez como Sergio Saavedra
- Jacqueline Boudon como Berta Mardones
- Francisco Puelles como Rafael Miranda
- Alejandra Araya como Gabriela
- Maira Bodenhöfer como Myriam Moreno, joven
- Eduardo Cumar como Roberto, joven (papá de Ignacio)
- Yasmin Valdés como Paulina Elizalde
- Matías Gil como Gonzalo Elizalde

## Banda sonora
| Intérprete     | Tema                 | Personaje(s)         | Actor(es)                             |
| -------------- | -------------------- | -------------------- | ------------------------------------- |
| Starship       | «We Built This City» | Tema principal       | Tema principal                        |
| Miguel Bosé    | «Libre ya de amores» | Ignacio y Ema        | Jorge Zabaleta y María Gracia Omegna  |
| Maná           | «Clavado en un bar»  | Fernando             | Francisco Melo                        |
| Jesse & Joy    | «Dueles»             | Julián y Valentina   | Simón Pešutić y Francisca Walker      |
| Carlos Grilli  | «Inevitable»         | Ignacio y Cecilia    | Jorge Zabaleta y Carmen Gloria Bresky |
| Rafaella Carrá | «Fiesta»             | Maricarmen y Gustavo | Francisca Imboden y Diego Muñoz       |

## Premios y nominaciones
| Año  | Premio           | Categoría                | Nominados               | Resultados |
| ---- | ---------------- | ------------------------ | ----------------------- | ---------- |
| 2016 | Copihue de Oro   |                          |                         |            |
| 2016 | Copihue de Oro   | Mejor serie o teleserie  | Mejor serie o teleserie | Ganadora   |
| 2016 | Copihue de Oro   | Mejor actriz             | Francisca Imboden       | Nominada   |
| 2016 | Copihue de Oro   | Mejor actor              | Francisco Melo          | Nominado   |
| 2016 | Copihue de Oro   | Mejor actor              | Jorge Zabaleta          | Nominado   |
| 2017 | Premios Caleuche |                          |                         |            |
| 2017 | Premios Caleuche | Mejor actriz protagónica | María Gracia Omegna     | Ganadora   |
| 2017 | Premios Caleuche | Mejor actriz protagónica | Francisca Imboden       | Nominada   |
| 2017 | Premios Caleuche | Mejor actor protagónico  | Claudio Arredondo       | Ganador    |
| 2017 | Premios Caleuche | Mejor actriz de soporte  | Constanza Mackenna      | Nominada   |
| 2017 | Copihue de Oro   | Mejor actor              | Eduardo Barril          | Nominado   |
| 2017 | Premios Produ    | Mejor telenovela         | Mejor telenovela        | Nominada   |

## Versiones
- Señores Papis (2014), versión original argentina realizada por Telefe, protagonizada por Luciano Castro, Joaquín Furriel, Luciano Cáceres y Peto Menahem.
- Muy padres (2017), producida en México por Imagen Televisión y protagonizada por Dulce María, Víctor González, Mario Morán, Betty Monroe y Héctor Suárez Gomís.
- Oteckovia (2018),[8] producida en Eslovaquia por TV Markíza, protagonizada por Marek Fašiang, Vladimír Kobielsky, Filip Tůma y Braňo Deá
- Señores Papis (2019), producida en Perú por América Televisión, protagonizada por Aldo Miyashiro, Rodrigo Sánchez Patiño y André Silva

## Retransmisiones
- Retransmitida desde el 6 de julio de 2020 hasta el 1 de marzo de 2021.[9]